# هالتی
هالتی (به فنلاندی: Halti) یک منطقهٔ مسکونی در فنلاند است که در Enontekiö واقع شده‌است. هالتی ۱٬۳۶۵ متر بالاتر از سطح دریا واقع شده‌است.